# Milton Bradley Company
Milton Bradley Company foi uma companhia norte-americana fabricante de jogos criada por Milton Bradley na cidade de Springfield, Massachusetts em 1860. Atualmente é uma subdivisão da Hasbro. A empresa criou o popular tabuleiro Jogo da Vida, também foi responsável pelo console portátil Microvision e o console Vectrex.

## História
Milton Bradley encontrou sucesso ao fazer jogos de tabuleiro. Em 1860, Milton Bradley mudou-se para Springfield, Massachusetts, e montou a primeira loja de litografia em cores do estado. Seu design gráfico de Abraham Lincoln vendeu muito bem até Lincoln crescer a barba e tornar a aparência desatualizada.
Lutando para encontrar uma nova maneira de usar sua máquina de litografia, Bradley visitou seu amigo George Tapley. Tapley o desafiou para um jogo, provavelmente um jogo inglês antigo. Bradley concebeu a ideia de fazer um jogo puramente americano. Ele criou "The Chequered Game of Life", que fazia com que os jogadores se movessem ao longo de uma trilha, da Infância à Feliz velhice, em que o objetivo era evitar a ruína e alcançar a velhice feliz. Praças eram rotuladas com posições morais, da honra e bravura à desgraça e ruína. Os jogadores usavam um girador em vez de dados por causa da associação negativa com o jogo.